# La Mort de Vénus
La mort de Vénus of De dood van Venus is een in 1930 uitgebrachte maar verloren gegane film van Henri Storck in samenwerking met de surrealistische kunstenaar Félix Labisse. De film is gesitueerd aan de kust van Oostende. La mort de Vénus is een van Storcks eerste fictiefilms maar is niet bewaard gebleven. De film ging over Venus, geboren uit de zee en daarin later weer verdwenen, en was licht erotisch getint.

## Achtergrond
La mort de Vénus is een samenwerking tussen de Belgische cineast Henri Storck en de Franse kunstenaar Félix Labisse, die in Oostende resideerde. Ze hadden al eerder samengewerkt aan de films Pour vos beaux yeux (1929) en Une idylle à la plage (1931). De Venusfiguur in de film werd gespeeld door Gwen Norman, een actrice die door Labisse in een brief naar Storck wordt beschreven als ‘une ravissante autrichienne’. Norman speelde later mee in een andere film van Storck, Une idylle à la plage (1931). Labisse zelf was in La mort de Vénus de mannelijke tegenspeler. Beide personages dragen gelijkaardige badpakken, met als verschil dat het vrouwelijke personage kanten versieringen had en het mannelijke personage een pofbroek droeg. In de film zouden de geliefden hun badpak verwisseld hebben, wat bijdroeg aan de erotische laag van de film. 

## Analyse
Storck wilde voor deze film het lichaam van een vrouw filmen als een landschap. De representatie van Venus Anadyomene, de godin die wordt geboren uit het schuim van de golven en oprijst uit de zee, kent een lange traditie in de beeldende kunsten. De godin van de liefde en vruchtbaarheid was doorheen de eeuwen een constante representatie van schoonheid en vormde ook voor 20ste-eeuwse kunstenaars de ideale weerspiegeling van het vrouwelijk lichaam en de sensuele liefde. Mannelijke kunstenaars gaven het vrouwelijk ideaal vaak weer als triomfantelijk in haar erotische kracht, en soms zelfs destructief. Bij Storck is dit eerder zelfdestructief: de Venus keert na de erotische voltrekking weer terug in de zee, om daar in de golven te verdwijnen.